# 奇里利亚诺
奇里利亚诺（義大利語：Cirigliano），是意大利马泰拉省的一个市镇。总面积14平方公里，人口411人，人口密度29.4人/平方公里（2009年）。ISTAT代码为077005。